# Новоукраїнська школа №1
Новоукраїнська школа №1 — філія "Школа №1" Новоукраїнського ліцею №6 Новоукраїнської міської ради Кіровоградської області.

## Історія
Новоукраїнська школа №1 була побудована у 1920 році на території колишнього першого взводу, військового поселення. Мала вона всього чотири класи і навчання проводилися в одну зміну.
В 1936 році школа №1 стала неповною середньою. У зв’язку із збільшеням кількості учнів було добудоване ще одне приміщення, а для навчання у початкових класах орендували селянські хати  -  розміщалася їдальня та бібліотека.
Біля школи був великий фруктовий сад, кілька великих клумб із чудовими квітами.
На обширному подвір’ї розміщалися волейбольний майданчик та футбольне поле.
Все те знищила Велика Вітчизняна війна. Фашисти, відступаючи, школу спалили, а залишки стін, включаючи фундамент, розтягло місцеве населення. Ще раніше, в період окупації було вирубано на дрова фруктовий сад.
У перші післявоєнні роки школа знову розміщалася по приватних будинках.
У 1950 році школа переселилася у нове приміщення по вулиці Паризької Комуни, 136 у хату Галушки.
У 1953 році було побудоване нове приміщення школи по вулиці Мокряка, 24 де вона знаходиться і зараз.
З 1 вересня 2017 року Новоукраїнська загальноосвітня школа І-ІІІ  ступенів №1 стає філією Новоукраїнської  загальноосвітньої школи І - ІІІ ступенів №6. До  опорного закладу приєднуються дві школи міста №1 та №3, та мають назви:
- філія "Загальноосвітня школа №1" Новоукраїнської загальноосвітньої школи І-ІІІ ступенів №6;
- філія "Загальноосвітня школа №3" Новоукраїнської загальноосвітньої школи І-ІІІ ступенів №6

## Директори
Директорами школи у різний час працювали:
- Миронюк В.
- Столяр Іван Ілларіонович
- Чоботарьов Сергій Тимофійович
- Яхно Віктор Григорович
- Коваленко Галина Іванівна
- Поляновський Олександр Петрович
- Язловецький Іван Давидович
- Яценко Микола Васильович
- Брославцева Неоніла Григорівна
- Чернявський Віталій Олександрович
- Долгоєр Наталія Анатоліївна
- Ломака Людмила Валеріївна

### Адміністрація
- Директор школи - Петренко Наталія В'ячеславівна
- Керівник філії - Ломака Людмила Валеріївна
- Заступник керівника філії - Правник Римма Анатоліївна

## Склад педагогічного колективу
| Педагогічне звання, категорія | Кількість |
| Старший учитель               | 3         |
| Вища категорія                | 3         |
| І категорія                   | 7         |
| II категорія                  | 4         |
| Спеціаліст                    | 2         |

## Галерея
Вулиця Мокряка названа на честь нашого земляка героя громадянської війни Мокряка М.І., який похований в Москві на Червоній площі біля Кремлівської стіни (1886 - 1919).

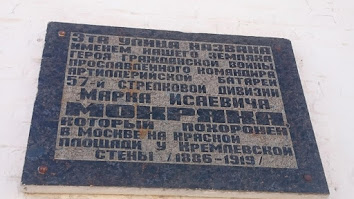
Меморіальна дошка земляку Мокряку М.І.